# Pedosekvenca
Pedosekvenca je naravni prostorski sistem, v katerem se lahko pojavlja zgolj ena vrsta (sestava tal) ali več njih skupaj, in ki jih opredeljuje ista matična osnova (nastanek v istem obdobju, iz podobnih materialov ipd.). Gledano s praktičnega vidika (recimo če bi na Zemljo pogledali z letala) je pedosekvenca dobro vidna, kar se vidi v bolj ali manj razločni morfološki podobi. Meje pedosekvenc se navadno ne ujemajo z mejami naravnih območij. Kar pomeni, da se v mejah naravnih območij lahko pojavlja več pedosekvenc in obratno, da se pedosekvenca pojavlja v različnih naravnih območjih. Pedosekvence v našem prostoru nudijo najbolj trden naravni okvir rajonizaciji kmetijskih kultur. Kar pomeni, da določa kje so najboljša področja za posamezne vrste kmetijske panoge (sadjarstvo, vinogradništvo, poljedelstvo, živinoreja, gozdarstvo itd.).

## Pedosekvence v Sloveniji
V Sloveniji so strokovnjaki ugotovili, da gre zadobro povezavo med pedološkimi kartami in geolitološkimi kartami (kar pride prav predvsem prostorskim planerjem, ki nimajo težav z določanjem mej). V Sloveniji se pojavljajo naslednje pomembnejše pedosekvence:
- pedosekvenca na prodih in peskih
- pedosekvenca na glinah in ilovicah
- pedosekvenca na mehkih karbonatnih kamninah
- pedosekvenca na trdih karbonatnih kamninah
- pedosekvenca na nekarbonatnih kamninah

Te pedosekvence pa tvorijo zaključene geografske celote, navadno znotraj naravnih regij in opredeljujejo tip krajine. Na primer: za kraški svet je značilna pedosekvenca na mehkih karbonatnih kamninah; za alpski svet pa je značilna pedosekvenca na trdih karbonatnih kamninah.

## Pedosekvence v naravnih regijah
| I. naravna regija (ravninski, gostonaseljen svet) | II. naravna regija (gričevnat in hribovit, malo naselje svet)      | III. naravna regija (zaravni v redko naseljenem planinskem svetu)  | IV. naravna regija (planinski, nenaseljen svet)                    |
| ------------------------------------------------- | ------------------------------------------------------------------ | ------------------------------------------------------------------ | ------------------------------------------------------------------ |
| pedosekvenca na produ in pesku                    | pedosekvenca na mehkih karbonatnih kamninah                        | pedosekvenca na trdih karbonatnih kamninah (apnencih in dolomitih) | pedosekvenca na trdih karbonatnih kamninah (apnencih in dolomitih) |
| pedosekvenca na glinah in ilovicah                | pedosekvenca na trdih karbonatnih kamninah (apnencih in dolomitih) | pedosekvenca na nekarbonatnih kamninah                             | pedosekvenca na nekarbonatnih kamninah                             |
| pedosekvenca na apnencih in dolomitih             | pedosekvenca na nekarbonatnih kamninah                             |                                                                    |                                                                    |

Pedosekvence pa nakazujejo tudi funkcijo naravnih danosti v prostoru, kar ima z vidika racionalne rabe prostora in varstva okolja izreden pomen.